# Richard Crawford
Richard Crawford (18 de junho de 1863 — Bournemouth, 6 de agosto de 1919) foi um estatístico britânico.
Foi eleito membro de Royal Statistical Society em Junho de 1890.

## Prémios
- Medalha Guy de Prata - 1900.[2]